# Rochelle Majer Krich
Rochelle Majer Krich (* 1947 in Bayreuth) ist eine US-amerikanische Schriftstellerin.

## Leben
Krich wurde als Tochter Holocaustüberlebender in Deutschland geboren. Sie wuchs in New Jersey und New York auf, bevor ihre Familie 1960 nach Los Angeles zog. Dort studierte sie an der University of California, Los Angeles und erhielt ihren Master-Abschluss. Im Anschluss unterrichtete 18 Jahre als High-School-Lehrerin Englisch. Des Weiteren stand sie dem English department an der Yeshiva University of Los Angeles High Schools vor. Für ihre Arbeit erhielt sie den Milken Families Foundation Award for Distinguished Educator of the Year sowie den Samuel Belkin Memorial Award for professional achievement.
Ihre schriftstellerische Karriere begann Krich 1990 mit Where’s Mommy Now? Hierfür erhielt sie 1991 den Anthony Award in der Kategorie „Bester Taschenbuchroman“. 1995 wurde das Buch unter dem Titel Perfect Alibi verfilmt.
Im Laufe ihrer weiteren Karriere veröffentlichte sie eine Vielzahl weiterer Bücher und Kurzgeschichten, von denen viele für Preise nominiert wurden. So wurden drei Bücher als ihrer fünfteiligen Jessie Drake-Reihe für den Agatha Award vorgeschlagen. Der vierte Band dieser Reihe, Dead Air, erhielt den Romantic Times Reviewers' Choice Award in der Kategorie Best Mystery or Suspense. Die Bücher Blues in the Night und Dream House als ihre Molly Blume-Reihe waren ebenfalls für den Agatha Award nominiert. Der dritte Band dieser Reihe, Grave Endings, gewann 2005 den Mary Higgins Clark Award sowie den Left Coast Crime Calavera Award. Krichs Bücher wurden mittlerweile in mehrere Sprachen übersetzt.
Krich ist verheiratet und hat sechs Kinder. Sie ist Mitglied in der American Crime Writers League.

## Werke
- Where's Mommy Now? (1990); (dt.: Und nur der Mond schaut zu, 1995)
- Till Death Do Us Part (1992); (dt.: Bis dass der Tod uns scheidet)
- Nowhere To Run (1994); (dt.: Wohin du auch gehst)
- Speak No Evil (1996); (dt.: Sprich nichts Böses)
- Fertile Ground (1998); (dt.: Mit besten Absichten)

- Jessie Drake Mysteries
  - Fair Game (1993); (dt.: Die Spielverderberin)
  - Angel of Death (1994); (dt.: Die Geister, die ich rief)
  - Blood Money (1999); (dt.: Bis zum letzten Atemzug)
  - Dead Air (2000); (dt.: Nichts als Schweigen)
  - Shadows of Sin (2001)

- Molly Blume Mysteries
  - Blues in the Night (2002)
  - Dream House (2003)
  - Grave Endings (2004)
  - Now You See Me (2005)